# Cacia cretifera
Cacia cretifera är en skalbaggsart. Cacia cretifera ingår i släktet Cacia och familjen långhorningar.

## Underarter
Arten delas in i följande underarter:
- C. c. cretifera
- C. c. luteofasciata
- C. c. thibetana
- C. c. griseostictica
- C. c. javanica